# Condado de Stutsman
O Condado de Stutsman é um dos 53 condados do estado norte-americano da Dakota do Norte. A sede do condado é Jamestown, e sua maior cidade é Jamestown. O condado possui uma área de 5 952 km² (dos quais 199 km² estão cobertos por água), uma população de 21 908 habitantes, e uma densidade populacional de 4 hab/km² (segundo o censo nacional de 2000).